# Орден Східної зірки
О́рден Схі́дної зі́рки (англ. Order of the Eastern Star) — парамасонська установа, до якої можуть долучитися чоловіки та жінки. Орден був створений 1850 року правником і викладачем Робом Морісом, який ще й був масоном. Товариство засноване на біблійському вченні, але до нього можуть долучитися люди будь-яких віросповідань. Установа має приблизно 10 000 капітулів у двадцяти країнах, а її членами є 500 000 людей.

## Історія
Орден був створений Робом Морісом 1850 року, коли він викладав у масонському коледжі «Еврика», у Ричленді, (Міссісіпі). Хоча його діяльність була обмежена хворобою, йому все ж удалось створити основи ордену у своїй праці «Розарій Східної зірки». До 1855 року Моріс започаткував Верховне сузір'я в Нью-Йорку, яке заснувало капітули всією територією США.
У 1866 році Роб Моріс почав працювати з Робертом Макоєм і доручив йому управління орденом на час поїздки Моріса на Святу Землю. Макой розробив чинний поділ ордену на капітули, а також вніс правки в Розарій Моріса й в ритуал.
1 грудня 1874 року капітул Ордену Східної зірки № 1 «Цариця Естер» став першим пов'язаним установчим строєм із Принс Голом під час створення у Вашинґтоні (округ Колумбія) Торнтоном Ендрю Джексоном.
Верховний великий капітул був створений в Індіанаполісі (Індіана) 6 листопада 1876 року. Ради, утворені одразу після створення капітулу, створили «Ритуал Ордену Східної зірки», котрий зараз здебільшого схожий на перший ритуал.

## Знаки й ступені
Знак ордену — п'ятипроменева зірка, білий промінь якої спрямований донизу. У кімнаті капітулу, направлений униз білий промінь зірки вказує на захід. Моральні уроки, котрих навчають в ордені, засновані на біблійних персонажах:
- Ада — перша дружина Ісава, хананейка (Буття 26:34; 36: 2-4); одна з предків едомітів;
- Рут — знаменита біблійна праведниця, на честь якої названа «Книга Рут»;
- Естер — головна героїня Танаху (Старого Завіту) та подій, що пов'язані зі святом Пурим;
- Марта — сестра Марії й Лазаря, з Євангелія від Іоанна;
- Електа — («обрана жінка» з II Іоанна), мати.

## Членство в ордені
Членом ордену можна бути з 18 років; чоловіки повинні бути регулярними масонами, жінки повинні бути одруженими з масонами. Спочатку в орден приймали жінок, які були дочками, вдовами, дружинами, сестрами чи матерями масонів, але зараз орден дозволяє й іншим родичами бути його членами. Також в ордені допускаються члени інших парамасонських орденів, як-от: «Дочок Йови», Ордену «Веселка» (для дівчат), членів «Організації Трикутників» (тільки Нью-Йорк) і членів організації «Сузір'я дітей-зірок» (тільки Нью-Йорк).

## Штаб-квартира

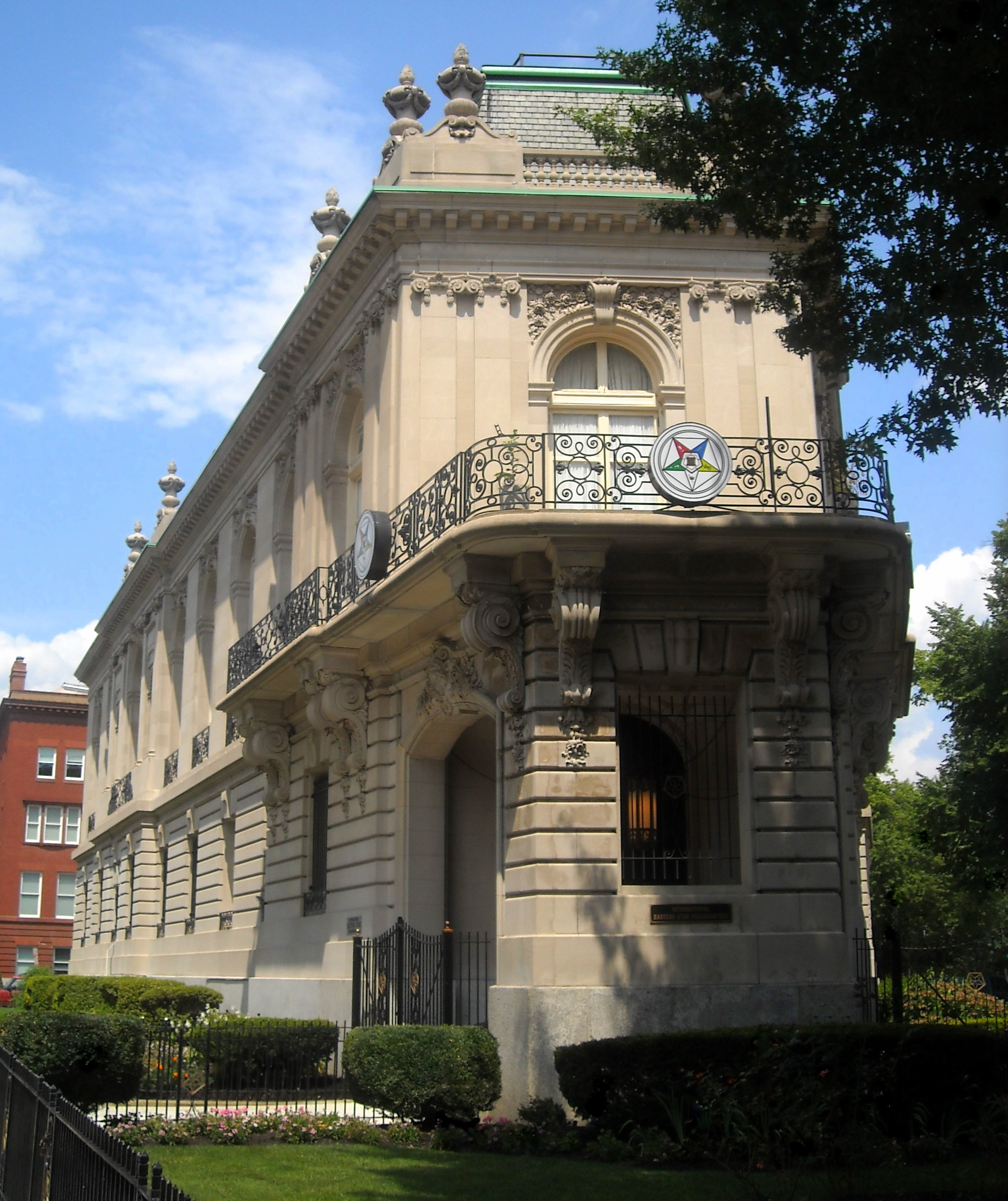
Палац Бельмонта — осідок Ордену Східної зірки

Осідок Верховного великого капітулу, міжнародного храму, знаходиться в Дюпонт-Сьоркл (район у Вашинґтоні, округ Колумбія) на місці колишнього палацу Перрі Бельмонта. Дворець був споруджений у 1909 році для розваги гостей Перрі Бельмонта. Принц Уельський у 1919 році купив палац, а в 1935 році Верховний великий капітул придбав цю споруду. Справознавець капітулу проживає там під час виконання своїх обов'язків, протягом усього строку повноважень. У палаці знаходяться витвори мистецтва з різних країн світу, більша частина з яких були подаровані різними міжнародними капітулами Ордену Східної зірки.

## Благодійність
Орден має власний благодійний фонд, статок якого в 1986—2001 роках використовувався для різноманітних досліджень. Зокрема, гроші були спрямовані на дослідження хвороби Альцгеймера, дослідження діабету, а також дослідження астми в неповнолітніх. Благодійний фонд також забезпечує стипендії для студентів теології та релігійної музики, крім того, є також інші стипендії. Багато країн підтримують масонські домівки пристарілих для літніх членів ордену або ті, що належать Ордену Східної зірки. З часом деякі домівки пристарілих стали громадськими (не тільки для членів ордену). Стипендія Фонду Елізабет Бентлі була заснована 1947 року.

## Відомі члени ордену
- Клара Бартон[5]
- Лора Інґлз Вайлдер[6]
- Дж. Новел Флаврной[7]
- Єва Макґован[8]
- Джеймс Пейтон Сміт
- Лі Еметт Томас